# Prix de l'Éducation nationale du Festival de Cannes
Le Prix de l'Éducation nationale du Festival de Cannes est une récompense annuelle attribuée entre 1997 et 2010 à un film de la sélection officielle (en compétition ou Un Certain Regard), jugé fort et présentant un grand intérêt artistique et pédagogique,. En conséquence, le film récompensé peut faire l'objet d'une étude future ou d'un enseignement en classe. Cette récompense est encadrée par le ministère de l'Éducation et est décernée par un jury comprenant un président professionnel du cinéma, un vice-président de l'Inspection générale, quatre enseignants et deux élèves. Il n'est pas rare que ce prix ait préfiguré la Palme d'or.

## Origines
Le Rectorat de Nice (Cellule vie scolaire, mission académique à l’action culturelle) a créé en 1983 l’opération « Cinécole », en liaison avec le Festival International du Film et le département Cinéma de la Ville de Cannes. Il s’agissait alors de constituer un jury composé d’enseignants de l’Académie de Nice qui visionnaient tous les films de toutes les sélections (officielles et parallèles), en faisaient une sélection qui était présentée en 24 heures sans interruption à la fin du festival dans une salle de Cannes-La Bocca à un public qui votait pour désigner le « Prix Cinécole ».
En 1997, le Prix Cinécole devient Prix de l’Éducation Nationale. Un trophée, réalisé par les élèves du Lycée professionnel Pasteur de Nice, est créé sur le modèle de la Palme d’or dans un coffret. Un livret de présentation du film primé est par la suite réalisé par l’équipe académique pour l’exploitation pédagogique du film dans les classes.

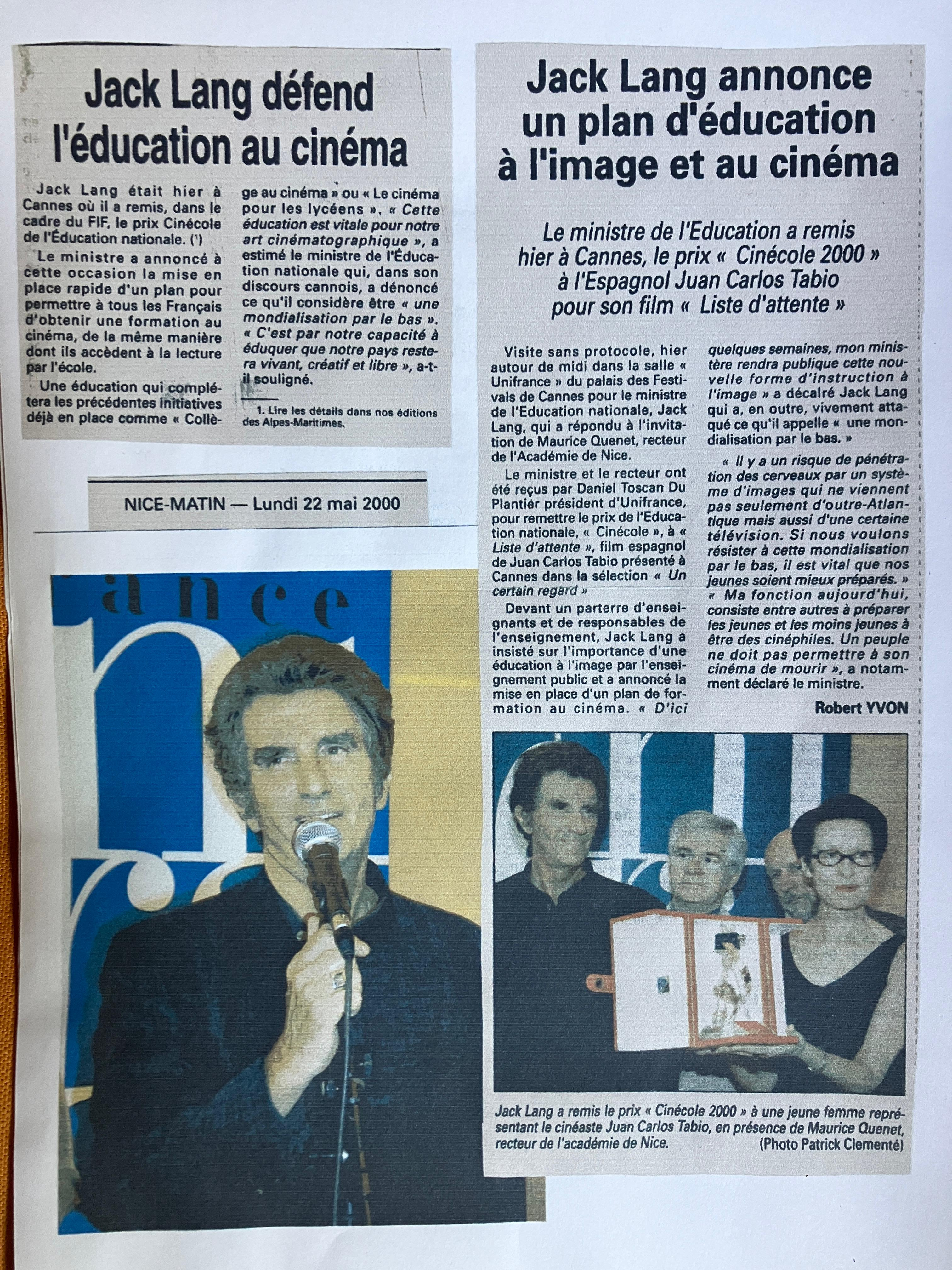
Deux articles du quotidien "Nice-Matin" datés du 22 mai 2000 à propos de la remise par le ministre Jack Lang du Prix de l’Éducation nationale.

A la rentrée de septembre 1998, la Cellule vie scolaire devient Délégation académique à l'action culturelle (DAAC), après la nomination par le Recteur Maurice Quénet de son premier délégué Jean Montoya. Ce dernier entreprend des démarches pour faire évoluer ce Prix.
Le secrétaire général du festival, François Erlenbach, décide dans un premier temps que « Cinécole » se déroulera dans une salle de la Croisette, le Miramar, dès l'édition de 2000. Puis l’équipe académique disposera d’un local au sein du Palais des Festivals. En 2000, le ministre de l’Éducation, Jack Lang, accepte de venir à Cannes, à la demande du DAAC, pour y remettre le Prix de l’Éducation nationale. En 2002, Michael Moore reçoit le Prix en personne, en présence du Recteur de l’Académie de Nice et du Maire de Cannes.
A partir de 2003, la formule évolue encore pour se fixer dans sa forme connue jusqu'en 2010, l'Académie de Nice et le Ministère de l’Éducation nationale décidant que le prix aurait une dimension nationale, avec la création d’un jury national, composé de professionnels du cinéma et d’enseignants. Il sera primé dans la Sélection officielle du Festival en compétition, et fera l’objet d’un outil pédagogique national conçu, sous forme d’un DVD, par le Centre national de documentation pédagogique (CNDP) et le Centre régional de documentation pédagogique (CRDP) de Nice.

## Prix décernés
| Année | Film                                                                    | Réalisateur                    | Pays                                |
| ----- | ----------------------------------------------------------------------- | ------------------------------ | ----------------------------------- |
| 1997  | Mon fils le fanatique (My son the fanatic)                              | Udayan Prasad                  | Royaume-Uni                         |
| 1998  | My name is Joe                                                          | Ken Loach                      | Royaume-Uni                         |
| 1999  | Amy                                                                     | Nadia Tass                     | Australie                           |
| 2000  | Liste d'attente (Lista de espera)                                       | Juan Carlos Tabio              | Cuba Espagne                        |
| 2001  | Shrek                                                                   | Vicky Jenson et Andrew Adamson | États-Unis                          |
| 2002  | Bowling for Columbine                                                   | Michael Moore                  | -                                   |
| 2003  | Elephant                                                                | Gus Van Sant                   | États-Unis                          |
| 2004  | La vie est un miracle (Живот је чудо)                                   | Emir Kusturica                 | Serbie- France                      |
| 2005  | Cinéma, aspirines et vautours (en)                                      | Marcelo Gomes                  | Brésil                              |
| 2006  | Marie-Antoinette                                                        | Sofia Coppola                  | États-Unis                          |
| 2007  | Quatre mois, trois semaines, deux jours (4 luni, 3 săptămâni şi 2 zile) | Cristian Mungiu                | Roumanie                            |
| 2008  | Tulpan                                                                  | Sergueï Dvortsevoï             | Kazakhstan                          |
| 2009  | Le Ruban blanc (Das weisse Band )                                       | Michael Haneke                 | France- Italie- Autriche- Allemagne |
| 2010  | Des hommes et des dieux                                                 | Xavier Beauvois                | France                              |

## Polémique concernant la censure du film lauréat en 2007
Le sujet de l'avortement et sa manière d'être traité dans le film lauréat du prix en 2007 : 4 mois, 3 semaines et 2 jours de Cristian Mungiu, ont engendré une controverse en France.
Des associations anti-avortement et certaines personnalités politiques, dont la ministre du logement d'alors Christine Boutin, ont voulu interdire la diffusion du DVD pédagogique promis par le ministère de l'Éducation nationale au film détenteur de la récompense,. Le cabinet du ministre de l'Éducation de l'époque Xavier Darcos a d'abord décidé, après visionnage, de bloquer les crédits alloués normalement à l'édition du film en DVD à 1 500 exemplaires pour faire l'objet d'une étude en collège et en lycée. Il avait affirmé répondre à un « principe de précaution » face à une œuvre jugée « trop dure » et « potentiellement choquante et déstabilisante pour des élèves ayant entre 11 et 18 ans. ». Face aux vives contestations de cette censure dans le milieu enseignant et dans le monde du cinéma, largement relayées dans les médias, l'équipe de Xavier Darcos a finalement autorisé la diffusion du DVD. Le film avait d'autre part été classé « tout public » par la commission de classification, assorti d'un bandeau d'avertissement pour les spectateurs sensibles, ce qui a facilité la décision ministérielle.

## Ressources
- Le CRDP de l'académie de Nice a édité dans la collection Agir un coffret intitulé "à-propos" contenant les DVDs des films primés[9].